# 泸溪县
泸溪县位于湖南省湘西土家族苗族自治州东南，区域总面积为1569平方公里，国产值总量为77001万元（西元2003年）。常住人口約25万人，县人民政府駐武溪镇。

## 历史
“泸溪”作为区划最早可以追溯到南北朝梁萧衍十年（511年）所置卢州，梁萧铣鸣凤三年（619年）始置卢溪县。清代属湖南辰沅永靖道辰州府，顺治六年，‘卢’改‘泸’，民国初年属辰沅道，民国二十九年（1940年）属湖南省第九行政督察区，1949年 11月属湘西行署沅陵专区，1952年属湘西州至今。

## 人口
湘西州第七次全国人口普查主要数据公报显示：泸溪县常住人口为240937人，男性人口占比51.36%，女性人口占比48.64%，年龄结构中0-14岁占比21.89%，15-59岁占比57.07%，60岁以上占比21.03%，65岁以上占比16.35%。
全县总人口31.4万（2015年第六次人口普查，含外来人口，不包括外出人口），是一个少数民族多数县，少数民族16万人占50.95%。

## 地理
泸溪东邻沅陵、南接辰溪县、麻阳苗族自治县，西界吉首市、凤凰县，北连古丈县；地图坐标为东经109°40′～110°14′，北纬27°54′～28°28′；地处武陵山脉向雪峰山脉过渡地带，为“八山半水一分田、半分道路和村庄”山区县；地貌自东向西南排成“川”字形状，海拔300至500米，最高处县西南八面山峰海拔884.3米；属中亚热带季风湿润气候，年平均气温17．5℃，无霜期285天，日照1500小时，降雨量1440毫米。

## 行政区划
泸溪县下辖7个镇、4个乡：
达岚镇、兴隆场镇、潭溪镇、洗溪镇、武溪镇、浦市镇、合水镇、石榴坪乡、解放岩乡、小章乡、白羊溪乡和军亭界林场。

## 政治

### 现任领导
| 机构     | 泸溪县人民政府 县长 | · 中国共产党 · 泸溪县委员会 · 书记 | 泸溪县人民代表大会 常务委员会 主任 | · 中国人民政治协商会议 · 泸溪县委员会 · 主席 |
| -------- | ------------------- | ---------------------------------- | ---------------------------------- | -------------------------------------------- |
| 姓名     | 符家波              | 彭武学                             | 胡成平                             | 符鸿雁                                       |
| 民族     | 苗族                | 土家族                             | 苗族                               | 汉族                                         |
| 出生地   |                     | 湖南省永顺县                       | 湖南省泸溪县                       | 湖南省泸溪县                                 |
| 出生日期 | 1979年5月（45歲）   | 1971年5月（53歲）                  | 1967年11月（57歲）                 | 1968年2月（57歲）                            |
| 就任日期 | 2023年11月          | 2021年6月                          | 2021年10月                         | 2021年10月                                   |

## 交通
319国道